# Томи Боулин
Томас Ричард Боулин, известен като Томи Боулин (на английски: Tommy Bolin) е американски рок музикант, китарист и автор на песни.

## Биография
Роден е на 1 август 1951 г. в Су Сити, щата Айова, САЩ. Като юноша се мести в Боулдър, Колорадо. Свири еднакво добре на различни инструменти. Започва с барабани и пиано, но след това се увлича по китарата. Той е половин индианец и музикант по призвание.
Кариерата му започва в група Zephyr в началото на 70-те години. Свири последователно в „Denny & the Triumphs“, след това в „A Patch Of Blue“, в „American Standard“ и „Lonnie Mack“, „Ethereal“, „Energy“, „Billy Cobham“, „The James Gang“, „Tommy Bolin & Friends“, „Dr. John“, „Alphonse Mouzon“ с много и известни изпълнители. Томи пее и свири на пиано и китара.
От юни 1975 до март 1976 г. е член на Дийп Пърпъл. Покрай провалите на записи и концерти колегите му разбират, че Томи е наркоман и той е принуден да напусне. След Дийп Пърпъл, през есента на 1976 година създава супергрупата „Tommy Bolin Band“ с Марк Щайн, Майкъл Уолдън, Норма Джийн Бел, Реджи Макбрайд и по-малкият му брат Джони. Групата издава албума „Private Eyes“ и започва турне. След концерт на 3 декември, на 4 декември 1976 г. сутринта приятелката му го намира мъртъв. Заключението на съдебния лекар е свръхдоза наркотици, примесени с алкохол.